# Manhatta
Manhatta ist ein stummer Dokumentarfilm, den der Maler und Photograph Charles Sheeler und sein Freund, der Photograph Paul Strand, 1921 in Amerika drehten, um ihrer Liebe zu der Stadt New York Ausdruck zu verleihen. Inspiriert wurden sie durch Walt Whitmans Gedicht Mannahatta, das dem nur zehn Minuten langen Film auch seinen Titel gab. Der Name kommt aus der Sprache der Algonkin-Indianer, welche die ersten Bewohner Manhattans waren, und bedeutete dort „hügelige Insel“ oder „Insel der vielen Hügel“.

## Handlung
Manhatta spannt den Bogen vom Anfang des Tages zum Abend: von der Ankunft der Menschen mit der Staten Island Ferry an der Südspitze Manhattans bis zum Schlussbild mit Sonnenuntergang.
Die 65 Einstellungen, die Lower Manhattan zu Beginn des zwanzigsten Jahrhunderts, mit sehr viel mehr Häusern als Menschen, zeigen, sind in einer losen Erzählstruktur, eher frei assoziierend aneinandergereiht.
Die 12 Zwischentitel sind Zitate aus Walt Whitmans 1855 erstmals publiziertem Hauptwerk Leaves of Grass (Grashalme).
Abfolge:
- Titel City of the world...

Hafenansicht mit skyline
- Titel When million-footed Manhattan...

Fähre läuft ein, Leute steigen aus, strömen in die Stadt; Kontrast: Friedhof: ruhige Menschen, Geschäftshaus: eilende Menschen
- Titel High growths of Iron...

Wolkenkratzer-Ansichten
- Titel The building of cities

Arbeiter auf Baustelle, Kran
- Titel Where our topt marble...

Häuserschluchten, Dampf aus Kaminen in wechselnden Perspektiven
- Titel City of hurried and sparkling waters...

Hafenansicht, Schiffe
- Titel This world all spanned with iron rails...

Lokomotiven, Rauch aus ihren Schloten
- Titel With lines of steam ships...

Passagierdampfer und tug boats, Dampf aus Kaminen
- Titel Shapes of the bridges...

Fussgängerweg Brooklyn Bridge
- Titel On the river...

Schleppdampfer ziehen Kähne
- Titel Where the city’s ceaseless crowd moves on...

Blick durch Balustrade auf Strasse mit eilenden Menschen, Vorortzüge, Strassenbahnen, Verkehr
- Titel Gorgeous clouds of sunset...

Sonnenuntergang

## Hintergrund
Manhatta ist der einzige Film, an dem Charles Sheeler beteiligt war. Berühmt wurde er als Photograph und vor allem als Maler der Industriearchitektur. Sheeler hat mehrere Einstellungen des Films später als Vorlage für Gemälde genutzt. Gedreht wurden die Bilder mit einer französischen Kamera, die Sheeler für 1600 Dollar erworben hatte.
Vornehmliches Ziel der beiden Filmmacher war, die Beziehung zwischen Film und Photographie zu erkunden. Viele Einstellungen orientieren sich an Photographien: Kamerabewegungen sind auf ein Minimum reduziert, ebenso zufällige Bewegungen innerhalb einer Einstellung. Jedes Bild präsentiert eine in abstrakter Komposition sorgfältig arrangierte Ansicht der Stadt. Die Zwischentitel geben, wie Überschriften zu den folgenden Bildern wirkend, passende Auszüge aus der Dichtung Walt Whitmans wieder.

## Rezeption
Der Filmhistoriker Jan-Christopher Horak bezeichnet Manhatta als den ersten, in den USA produzierten Avantgarde-Film.
In der Geschichte des Films gilt Manhatta als erste jener Stadtsinfonien, wie sie später und an anderen Orten von Filmemachern wie Walter Ruttmann (Berlin – Die Sinfonie der Großstadt, 1927), Dsiga Wertow (Der Mann mit der Kamera, 1929) oder auch Joris Ivens (Regen, 1929) gedreht wurden: durch Montage und durch die in der Montage möglichen Strukturierungsformen geordnete Annäherungen an die Großstadt.
Der Film wurde 1995 von der Kongressbibliothek in Washington als „culturally significant“ anerkannt und zur Aufnahme in die Liste der erhaltenswerten Filme bei der United States National Film Registry vorgeschlagen. Er wurde erstmals im Oktober 2005 für eine DVD-Ausgabe herangezogen.

## Überlieferung
Die älteste erhaltene Kopie von Manhatta war ein 1949 in England gezogenes 35-mm-Duplikat, offensichtlich von einer Verleihkopie, die nach einer Aufführung bei der London Film Society im Jahre 1927 nicht mehr zurückgegeben worden war. Ihr Zustand war alles andere als befriedigend:

„Unfortunately, the film, as it had been handed down to us, was a mess. It shook, was very soft, contrasty and dirty, just terrible in relation to the pristine still images on exhibit. Right then and there, I decided that not only was a full 2K digital restoration needed but that it would prove whether or not a vintage film such as Manhatta could benefit from the process.“

 (Posner 2005)
Eine gründliche Restaurierung besorgte im Januar 2009 der Filmarchivar Bruce Posner in Zusammenarbeit mit der Spezialfirma Lowry Digital Images in Burbank, Calif. im Auftrag des Museum Of Modern Art; die Arbeit nahm beinahe vier Jahre in Anspruch. Donald Sosin komponierte zu der restaurierten Fassung eine neue Begleitmusik für Orchester.